# Каринтійська блондинка
Каринтійська блондинка (нім. Kärntner Blondvieh) — порода корів, що походить з австрійського регіону Каринтія.

## Характеристика
Каринтійська блондинка, як правило, рівномірно білого або блідо-жовтого забарвлення, з блідими мордою, рогами та копитами. Корови важать 500—600 кг, бики — 800—850 кг.

## Історія
Порода походить від давніх порід худоби слов'янського населення Східних Альпи, що схрещені з місцевою жовтою вюрцбурзькою породою. Офіційно зареєстрована у 1890 році. Спочатку каринтійські блондинку розводили поблизу міста Еберштайн у Каринтії. Згодом порода поширилася у долину Лаванталь та в околицях міста Фрізах. У 1924 році заснована Каринтійська асоціація фермерських господарств, яка займалася племінним розведенням каринтійської блондинки.
У 1970 році в регіоні налічувалося понад 60 тис. голів каринтійської блондинки. Згодом поголів'я почало зменшуватися і у 1990 році залишилось лише близько сотні представників породи. Урядом Австрії створено програму з відродження рідкісних аборигенних порід худоби і до 2015 року поголів'я каринтійської блондинки збільшилося до 1200 голів.